# Live on Two Legs
A Pearl Jam 1998. november 24-én kiadott első élő felvételeket tartalmazó nagylemeze, az 1998-as turné legjobb dalai találhatóak meg rajta, köztük a Neil Young-feldolgozás Fuckin' Up-pal.
A Daughter c. dal alatt Vedder dalrészleteket énekel a szintén Neil Young-dal Rockin' In The Free World-ből, és a Pearl Jam-szerzemény W.M.A.-ből.

## Számok
1. Corduroy (Abbruzzese, Ament, Gossard, McCready, Vedder) – 5:05
  - 6/29/98, United Center, Chicago
2. Given to Fly (McCready, Vedder) – 3:53
  - 8/18/98, Breslin Student Events Center, East Lansing, Michigan
3. Hail, Hail (Gossard, Vedder, Ament, McCready) – 3:43
  - 7/16/98, ARCO Arena, Sacramento, California
4. Daughter/Rockin' in the Free World/W.M.A. (Abbruzzese, Ament, Gossard, McCready, Vedder) – 6:47
  - 9/19/98, Constitution Hall, Washington
5. Elderly Woman Behind the Counter in a Small Town (Abbruzzese, Ament, Gossard, McCready, Vedder) – 3:49
  - 9/23/98, Coral Sky Amphitheatre, West Palm Beach, Florida
6. Untitled (Vedder) – 2:02
  - 9/18/98, Merriweather Post Pavilion, Columbia, Maryland
7. MFC (Vedder) – 2:28
  - 6/27/98, Alpine Valley, East Troy, Wisconsin
8. Go (Abbruzzese, Ament, Gossard, McCready, Vedder) – 2:41
  - 9/8/98, Continental Arena, East Rutherford, New Jersey
9. Red Mosquito (Ament, Gossard, Irons, McCready, Vedder) – 4:02
  - 8/29/98, Blockbuster Music Entertainment Centre, Camden, New Jersey
10. Even Flow (Gossard, Vedder) – 5:17
  - 8/25/98, Star Lake Amphitheatre, Pittsburgh, Pennsylvania and 8/31/98, Hardee's Walnut Creek Amphitheatre, Raleigh, North Carolina
11. Off He Goes (Vedder) – 5:42
  - 7/14/98, The Forum, Inglewood, California
12. Nothingman (Vedder, Ament) – 4:38
  - 7/3/98, Sandstone Amphitheater, Bonner Springs, Kansas
13. Do the Evolution (Gossard, Vedder) – 3:45
  - 7/19/98, Pacific Coliseum, Vancouver or 8/23/98, The Palace of Auburn Hills, Auburn Hills, Michigan
14. Better Man (Vedder) – 4:06
  - 6/24/98, Rushmore Civic Center Arena, Rapid City, South Dakota
15. Black (Vedder, Gossard) – 6:55
  - 9/7/98, GTE Virginia Beach Amphitheater, Virginia Beach, Virginia
16. Fuckin' Up (Young) – 6:17
  - 9/15/98, Tweeter Center for the Performing Arts, Mansfield, Massachusetts